# Andrzej Fischer
Andrzej Fischer (15. ledna 1952 Swarzędz – 22. listopadu 2018) byl polský fotbalový brankář.

## Fotbalová kariéra
Chytal v polské nejvyšší soutěži za Lech Poznań a Górnik Zabrze. Nastoupil ve 108 ligových utkáních. V nižších soutěžích chytal za Olimipii Poznań, GKS Żory a VfR Aalen. V Poháru UEFA nastoupil ve 3 utkáních. Za polskou reprezentaci nastoupil v roce 1974 ve 2 utkáních. Byl členem polské reprezentace na Mistrovství světa ve fotbale 1974, kde Polsko získalo bronzové medaile za 3. místo, ale do zápasu nenastoupil.

## Ligová bilance
| Ročník              | Zápasy | Góly | Klub          |
| ------------------- | ------ | ---- | ------------- |
| Ekstraklasa 1972/73 | 22     | 0    | Lech Poznań   |
| Ekstraklasa 1973/74 | 18     | 0    | Górnik Zabrze |
| Ekstraklasa 1974/75 | 27     | 0    | Górnik Zabrze |
| Ekstraklasa 1975/76 | 20     | 0    | Górnik Zabrze |
| Ekstraklasa 1976/77 | 9      | 0    | Górnik Zabrze |
| Ekstraklasa 1977/78 | 12     | 0    | Górnik Zabrze |
| CELKEM Ekstraklasa  | 108    | 0    |               |